# Columba (chi chim)
Columba là một chi chim trong họ Columbidae.

## Hình ảnh

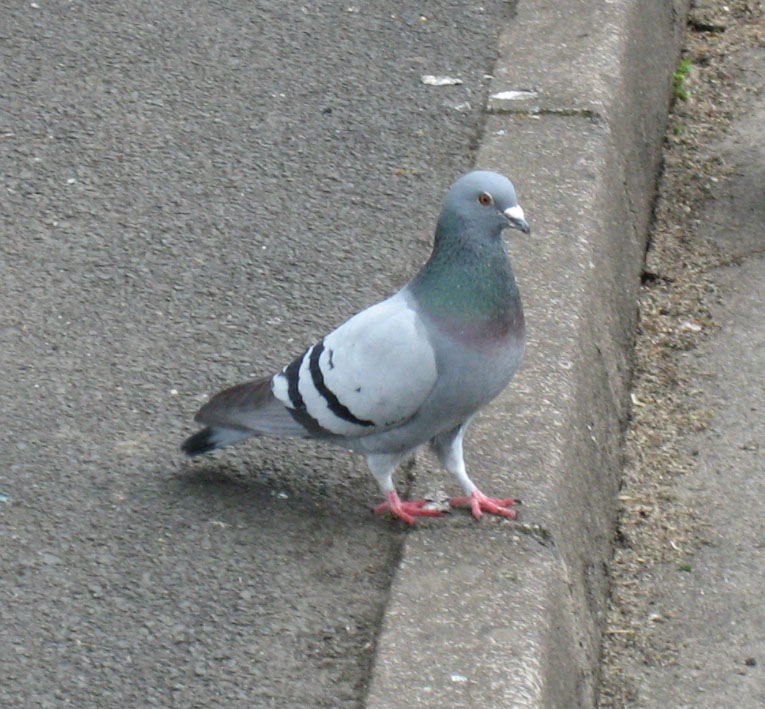
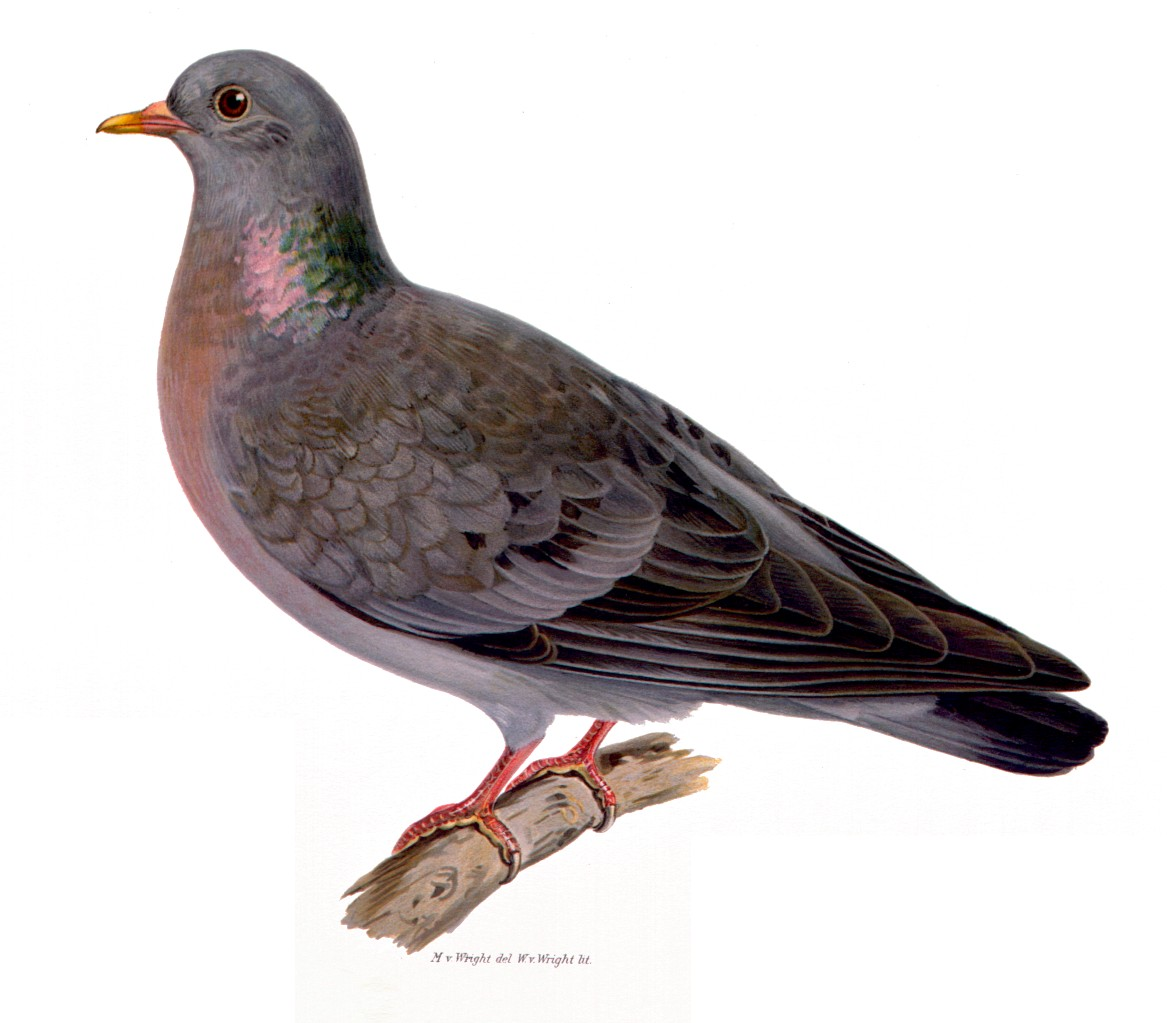
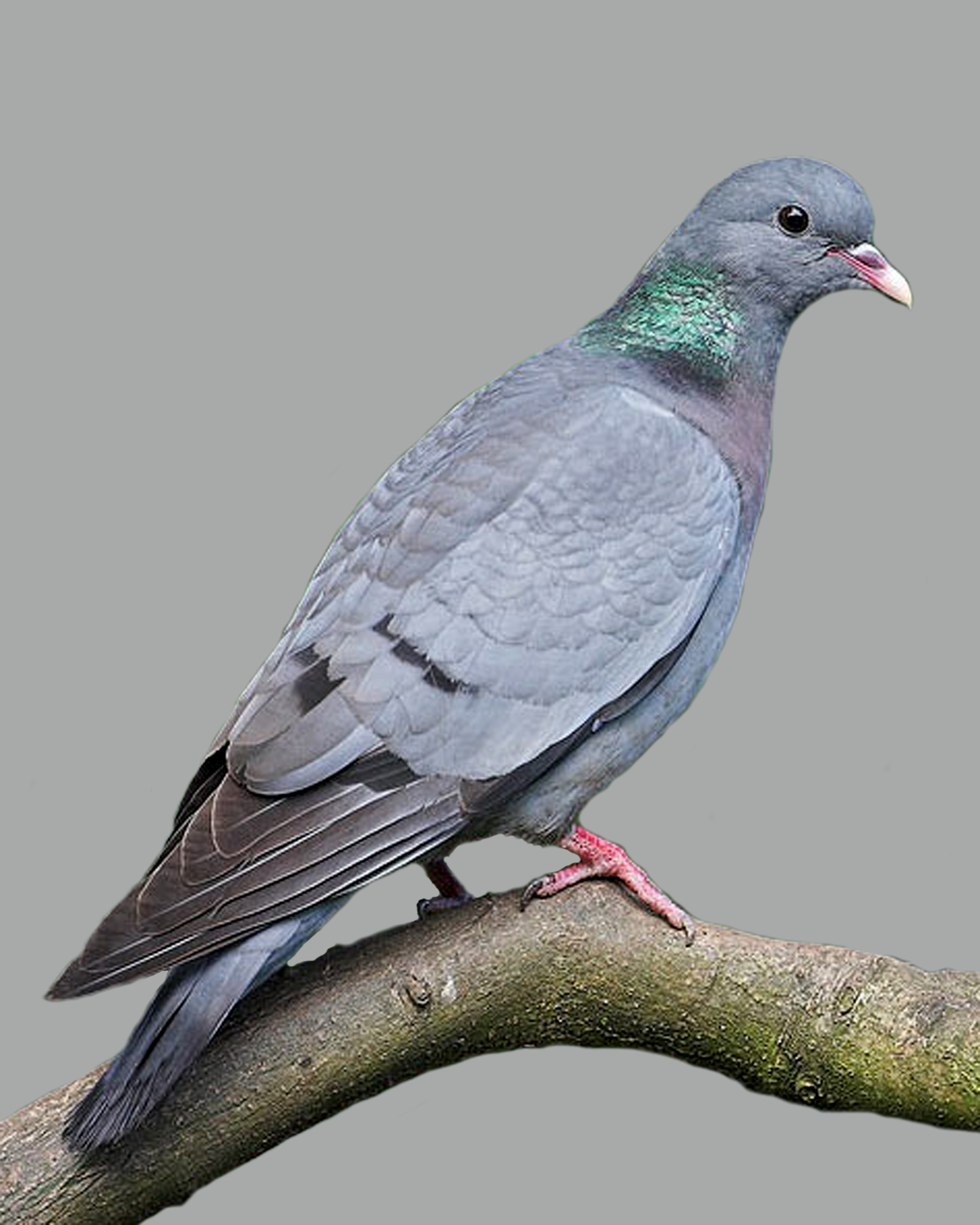
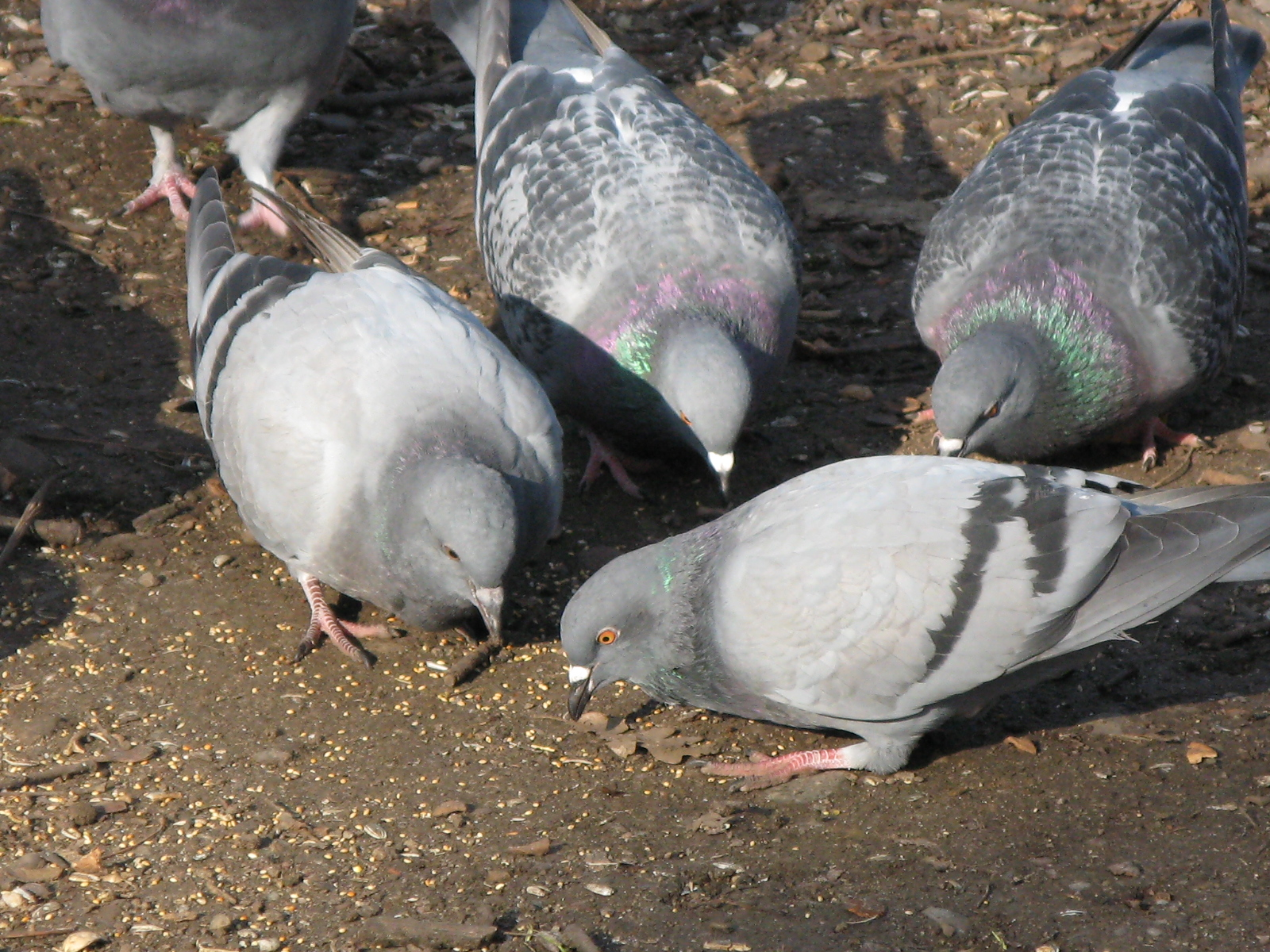
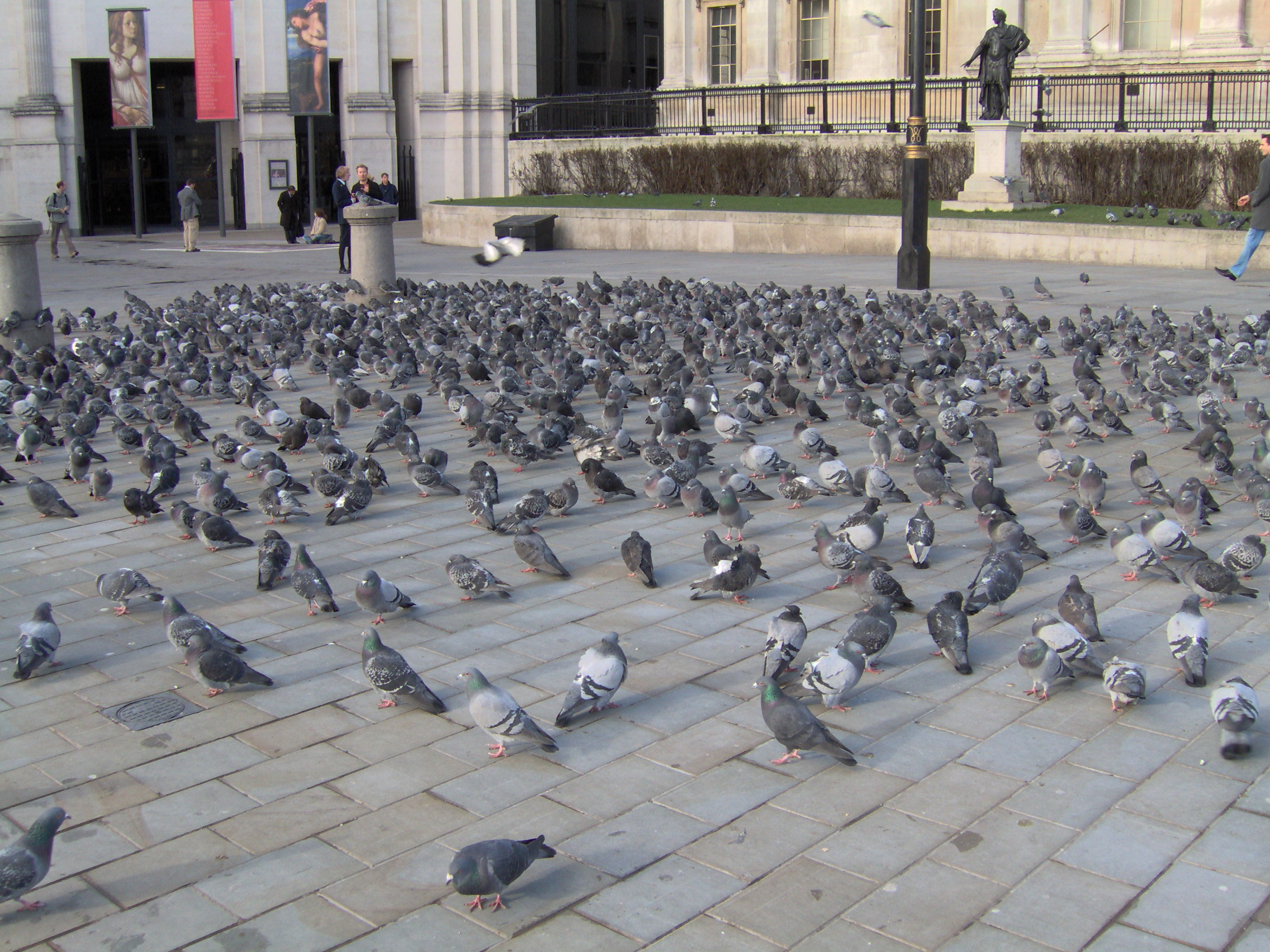
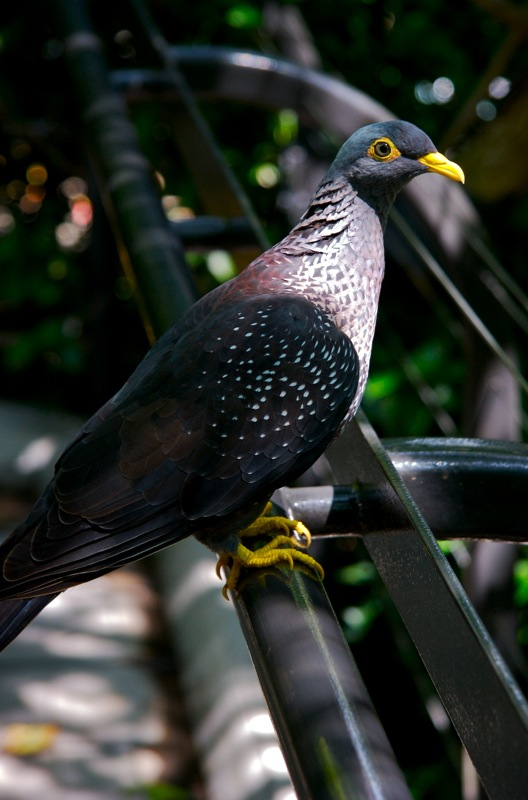

## Các loài
- Columba albinucha
- Columba albitorques
- Columba argentina
- Columba arquatrix
- Columba bollii
- Columba delegorguei
- Columba elphinstonii
- Columba eversmanni
- Columba guinea
- Columba hodgsonii
- Columba iriditorques
- Columba janthina
- Columba jouyi
- Columba junoniae
- Columba larvata
- Columba leucomela
- Columba leuconota
- Columba livia
- Columba malherbii
- Columba oenas
- Columba oliviae
- Columba pallidiceps
- Columba palumboides
- Columba palumbus
- Columba pollenii
- Columba pulchricollis
- Columba punicea
- Columba rupestris
- Columba sjostedti
- Columba thomensis
- Columba torringtonii
- Columba trocaz
- Columba unicincta
- Columba versicolor
- Columba vitiensis